# کلاوس استریکر
کلاوس استریکر (انگلیسی: Klaus Stürmer; ۹ اوت ۱۹۳۵ – ۱ ژوئن ۱۹۷۱) بازیکن فوتبال اهل آلمان بود.
از باشگاه‌هایی که در آن بازی کرده است می‌توان به باشگاه فوتبال هامبورگ و باشگاه فوتبال زوریخ اشاره کرد.
وی همچنین در تیم ملی فوتبال آلمان بازی کرده است.